# Mauro Ottolini
Pour les articles homonymes, voir Ottolini.
Mauro Ottolini, né le 14 avril 1972 à Bussolengo en Italie, est un tromboniste et tubiste de jazz italien.

## Biographie

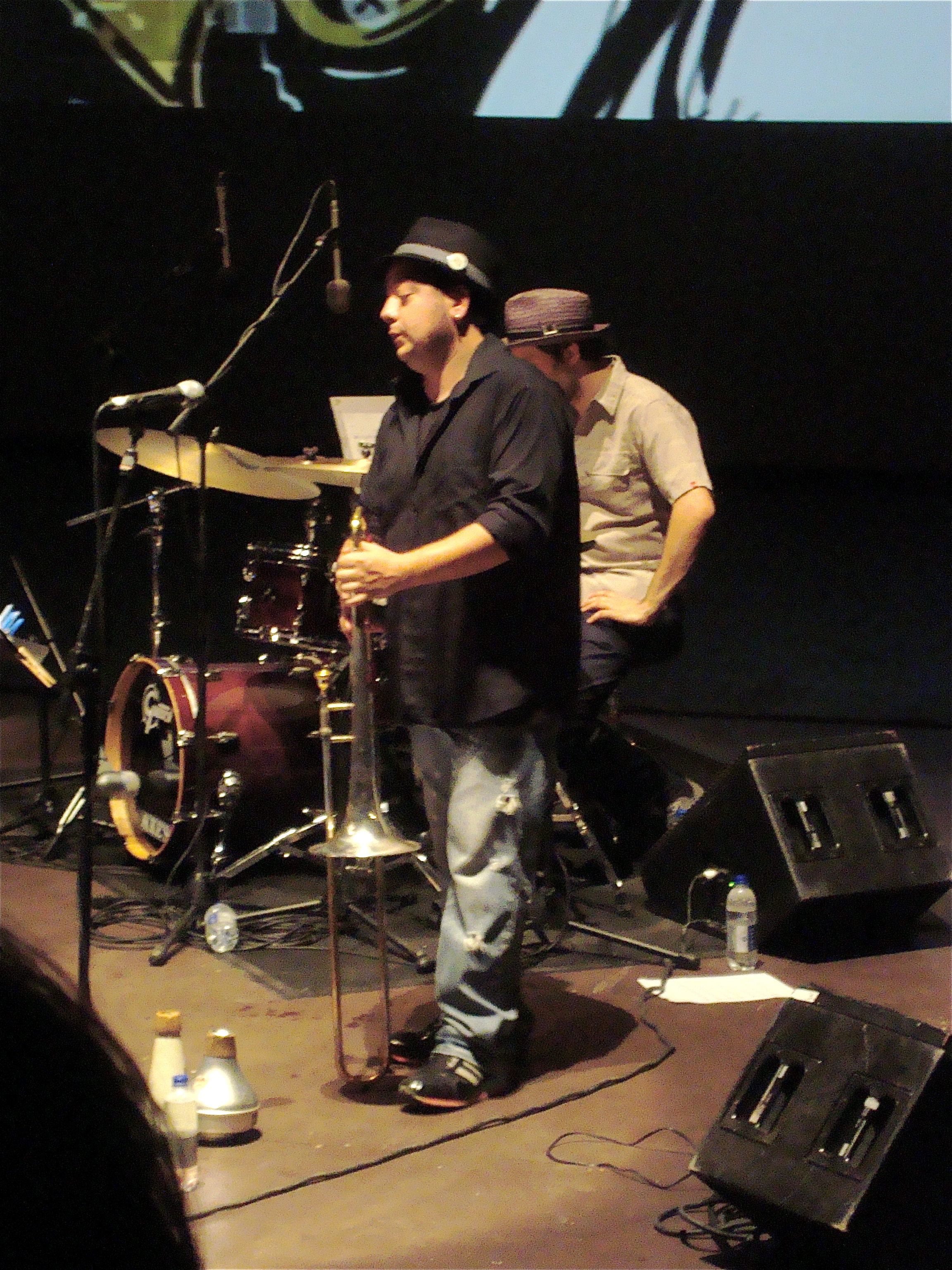
lors d'un concert à Tivoli avec Enrico Rava le 13 juillet 2010.

Mauro Ottolini fait ses études de trombone au conservatoire Dall'Abaco de Vérone. Il étudie également avec Michel Becquet et pour une brève période auprès de Bill Booth à Los Angeles. En 2002, il obtient son diplôme en Jazz du conservatoire Bonporti de Trente après avoir étudié avec Franco D'Andrea et occasionnellement Steve Turre.
Dès 1993, il joue ponctuellement avec l'orchestre des Arènes de Vérone ainsi qu'avec Carla Bley, Maria Schneider, Tony Scott, Steve Swallow. C'est un tromboniste éclectique dans ses registres de jeux.
Mauro Ottolini se produit au sein de différents projets qui lui sont propres comme le Mauro Ottolini Orchestra, Slide Family (ensemble de trombones seuls), El porcio organic, Ecologic Island, Latolatino (musique sud-américaine), Licalecca, Lounge Orchestra, Licaones Party, 8 Funk Project ou Tritony. Il collabore également avec des grands noms du jazz italien comme Enrico Rava au sein de plusieurs de ses formations (Enrico Rava New Generation, Enrico Rava Special Edition, Enrico Rava Jazz Lab), Vinicio Capossela ou Gianluca Petrella au sein de l'Adriatic Orchestra, ou internationaux comme Bill Frisell au sein du Collettivo Gallo Rojo.

## Discographie partielle
- 2005 : Ecologic Island, Artesuono
- 2006 : Slide Family, Splasc(h) World
- 2007 : Smile, Splasc(h) World
- 2007 : Ottovolante, Azzurra
- 2007 : 8 funk, Laotsu
- 2008 : Gipsy Blue, Artesuono
- 2010 : Sousaphonix, Megaphon
- 2010 : The Sky Above Braddock avec Sousaphonix
- 2011 : I separatisti bassi
- 2012 : Bix Factor avec Sousaphonix
- 2013 : Heaven Sent avec Frank Lacy
- 2015 : Musica per una società senza pensieri vol.1 avec Sousaphonix
- 2015 : Musica per una società senza pensieri vol.2 avec Sousaphonix
- 2016 : Buster Kluster avec Sousaphonix
- 2017 : Tenco, come ti vedono gli altri avec l'Orchestra dei Colli Morenici